# Лесколово
Лесколово (рос. Лесколово) — присілок у Всеволожському районі Ленінградської області Російської Федерації.
Населення становить 5019 осіб. Належить до муніципального утворення Лесколовське сільське поселення.

## Історія
Від 1 серпня 1927 року належить до Ленінградської області.

## Населення
| 1848  | 1862  | 1896  | 1905  | 1926  | 1939  | 1958 |
| ----- | ----- | ----- | ----- | ----- | ----- | ---- |
| 86    | ↗117  | ↗159  | ↘126  | ↗235  | ↘233  | ↗400 |
| 1997  | 2002  | 2007  | 2010  | 2013  | 2017  |      |
| ↗4074 | ↘4059 | ↗4084 | ↗4279 | ↗4687 | ↗5019 |      |